# ТЕС Ал-Дхаід
25°17′33″ пн. ш. 55°53′13″ зх. д. / 25.29250° пн. ш. 55.88694° зх. д.
ТЕС Ал-Дхаід – колишня теплова електростанція, котра знаходилась на північному сході Об'єднаних Арабських Еміратів у внутрішніх районах емірату Шарджа.
Станція використовувала встановлені на роботу у відкритому циклі газові турбіни. Зокрема, тут працювали три турбіни розробки General Electrical типу Frame 5 потужністю по 20 МВт. У 1992-му та 1995-му також постачили дві газові турбіни типу General Electric типу Frame 6В (MS6001B) потужністю по 30 МВт.
ТЕС могла споживати нафтопродукти та природний газ (останній надходив по трубопроводу від газопереробного заводу Саджаа).
Як засвідчують знімки у геоінформаційних системах, між 2014 та 2015 роками станція була демонтована.